# 博纳索拉
博纳索拉（義大利語：Bonassola），是意大利拉斯佩齐亚省的一个市镇。总面积9.31平方公里，人口963人，人口密度103.4人/平方公里（2009年）。ISTAT代码为011005。